# Emmanuel Alloa
Emmanuel Alloa (* 1980) ist Philosoph.

## Leben
Er studierte Philosophie, Geschichte und Kunstgeschichte in Freiburg im Breisgau, Padua, Berlin und Paris. 2009 wurde er an der Universität Paris I-Panthéon und der Freien Universität Berlin mit einer binationalen Dissertation in Philosophie bei Rémi Brague und Sybille Krämer promoviert. Seit 2019 ist er ordentlicher Professor für Ästhetik und Kunstphilosophie an der Université de Fribourg.